# 新注
新注（しんちゅう）とは、注釈（注釈書）の中で古注（古注釈）と比べて時代ないし内容がより新しく研究史上で画期となる特定の注釈書、乃至はそれ以降の一群の書物のこと。注釈する分野によってどのような範囲のものを「新注」と呼ぶのかは専門分野の研究者の間で共通理解のための用語として決まっている場合もある。

## 概要
中国の古典籍、漢籍と同様に、日本の代表的な古典作品では『伊勢物語』、『古今和歌集』、『源氏物語』などで、専門分野の研究者が「古注」と称する一群の書籍群があり、研究史上で画期となる特定の注釈書以降の一群の書籍群を「新注」と呼んで対比する。

## 漢籍における新注

### 『四書五経』における新注
| 書名 | 古注               | 新注             |
| ---- | ------------------ | ---------------- |
| 論語 | 論語集解（何晏ら） | 論語集注（朱熹） |
| 大学 |                    | 大学章句（朱熹） |
| 中庸 |                    | 中庸章句（朱熹） |
| 孟子 | 孟子注（趙岐）     | 孟子集注（朱熹） |

四書における「新注」は、宋学の儒学者朱熹が哲学的立場から施した朱熹注を指す。主に漢代から唐代にかけて、経書の訓詁（経典・古典の文字に注疏を加えながら解釈する学問態度）を中心とした注釈は「古注」としてこれと対比される。

## 日本の古典作品における古注

### 『源氏物語』における新注
『源氏物語』の注釈において新注（しんちゅう）とは、旧注よりも新しい国学の影響の元に書かれた注釈であって、明治時代以降の近代的な西洋の学問を取り入れた注釈書以前のものをいい、時代的には江戸時代中期から江戸時代末までのものを指す。

#### 新注の特徴
- 国学の影響のもとにあり、『源氏物語のおこり』のような『源氏物語』を仏教思想や儒教思想に基づいて理解し、時には勧善懲悪のための教化に利用しようとするようなそれまで有力であった立場を批判している。
- 『源氏物語』の成立事情について、当時の史書（『大鏡』など）、歴史物語（『栄花物語』など）、日記（『紫式部日記』など）の史料に基づいて実証的に明らかにしようとしていること。
- 『源氏物語』の本文そのものが刊本として出版され広く読まれている時代にあって、注釈書もその多くが出版され広く読まれるようになっていたこと。またそのように刊本が広まったことを受けて、この時代の注釈書のいくつかは『湖月抄』などの刊本に自説を書き込むことによって成立している。
- 本格的な『源氏物語』の研究書・注釈書だけでなく『十帖源氏』、『おさな源氏』といった女性向け、子供向けと考えられる入門書的な書籍も数多く出版されている。わかりやすく、読みやすくするための挿絵付き書籍も多く作られた（但し挿絵に描かれている内容自体は平安時代には貴人が座っている場所にのみ敷かれていた畳が建物の床すべてに敷かれているなどしばしば江戸時代の習俗に基づいて描かれているために不正確な描写も多い）。

#### 新注に含まれる注釈書
一般的には以下のような注釈書が新注に含まれるとされている。
- 『源注拾遺（げんちゅうしゅうい）』『源氏拾遺』とも。1698年（元禄11年）、契沖
- 『紫家七論（しかしちろん）』1703年（元禄16年）、安藤為章
- 『源注余滴（げんちゅうよてき）』54巻20冊、石川雅望
- 『源氏物語新釈（げんじものがたりしんしゃく）』1758年（宝暦8年）、賀茂真淵
- 『源語梯（げんごてい）』1784年（天明4年）、五井純禎（蘭洲）。辞書形態の注釈書
- 『源氏物語年紀考（げんじものがたりねんきこう）』1763年（宝暦13年）ころ、全1巻、本居宣長
- 『紫文要領（しぶんようりょう）』1763年（宝暦13年）、全2巻、本居宣長
- 『源氏物語玉の小櫛（げんじものがたりたまのおぐし）』1796年（寛政8年）、全9巻、本居宣長
- 『すみれ草（すみれくさ）』1812年（文化9年）、全3巻、北村久備
- 『源氏物語評釈（げんじものがたりひょうしゃく）』1861年（文久元年）、萩原広道。古注釈の最後に位置づけられる。